# Arthur Henry Krawczak
Arthur Henry Krawczak (ur. 2 lutego 1913 w Detroit, Michigan, zm. 13 stycznia 2000) – amerykański duchowny katolicki polskiego pochodzenia, w latach 1973–1982 biskup pomocniczy archidiecezji Detroit.
Święcenia kapłańskie otrzymał 18 maja 1940 roku. 8 lutego 1973 otrzymał nominację biskupią i stolicę tytularna Subbar. Z funkcji zrezygnował 17 sierpnia 1982 roku.